# Türrahmen
In einer Tür gibt es verschiedene Bestandteile, die als Rahmen bezeichnet werden; die Begriffe Rahmen und Zarge überlappen sich stark, sind aber nicht synonym. Trotz der stärkeren Verwendung des Begriffs „Rahmen“ in der Umgangssprache sind Wortverbindungen mit „-Rahmen“ nicht grundsätzlich laienhaft und ungenau, Wortverbindungen mit „-Zarge“ nicht grundsätzlich genauer.

## Rahmen um die Türöffnung
- Eine Zarge bekleidet die Laibung, also die der Türöffnung zugewandten Oberflächen des Mauerwerks.
- Ein Blockrahmen kann den Größenunterschied zwischen der Weite und Höhe der Maueröffnung und Breite und Höhe des Türblattes ausgleichen.
- Ein Blendrahmen wird rund um die Türöffnung auf die Wand gesetzt und verdeckt so einen etwaigen Spalt zwischen Mauerwerk und Zarge.
- Der Türrahmen im umgangssprachlichen Sinne besteht aus Zarge und Blendrahmen, fachsprachlich wird er als Umfassungszarge bezeichnet. 
 Bild gesucht Die Wikipedia wünscht sich an dieser Stelle ein Bild vom hier behandelten Ort.

Weitere Infos zum Motiv findest du vielleicht auf der Diskussionsseite.

Falls du dabei helfen möchtest, erklärt die Anleitung, wie das geht.

## Rahmen als Element des Türblattes
Eine klassische Massivholztür besteht aus Rahmen und Füllung.
Die Rahmenteile als Elemente des beweglichen Türblattes werden in Abgrenzung zu den mit der Wand verbundenen Rahmen auch als Friese bezeichnet, dürfen aber nicht mit dem Fries als Schmuckband der gemauerten Wand verwechselt werden.
- Die senkrechten Rahmenteile werden auch als Längsfriese bezeichnet,
- die waagerechten Rahmenteile als Querfriese.

Ist eine Tür in mehrere Kassetten gegliedert, so sind diese durch Zwischenfriese voneinander abgegrenzt.

## Quelle
- Meyers Großes Universallexikon:
  - Band 14, T–Vd, Bibliographisches Institut 1985, ISBN 3-411-01884-4, S. 424: „Die Verkleidung der Türzargen wird als Türfutter oder Türrahmen bezeichnet. Der in die Türzarge bzw. in den Türrahmen eingesetzte bewegliche Türabschluss ist ein meist mit Hilfe sog. Türbänder oder- angeln seitlich befestigter Türflügel (Türblatt), …“
  - Band 15, Ve–Zz, Bibliographisches Institut 1986, ISBN 3-411-01885-2, S. 541: „Rahmenkonstruktion aus Holz oder Stahl für Fenster, Türen, Tische, Werkbänke u. a.“